# Arpenik Nalbandyan
Arpenik Nalbandyan (en armenio: Արփենիկ Նալբանդյան, 23 de diciembre de 1916-17 de mayo de 1964) fue una artista armenia-soviética.

## Biografía
Nalbandyan nació el 23 de diciembre de 1916 en Tiflis. De 1935 a 1941 estudió pintura en la Academia de Artes del Estado de Tiflis, Georgia. Se convirtió en miembro de la Unión de Artistas Armenios en 1943. En 1946 comenzó a enseñar en la Institución de Bellas Artes y Teatro de Ereván. En 1948 y 1952 fue elegida diputada del Ayuntamiento. En 1956 fue galardonada con la medalla de "Trabajadora de honor" y en 1957 fue nombrada para enseñar en Moscú. En 1961 se convirtió en Artista Honoraria de la República Socialista Soviética de Armenia.

## Exposiciones
Participó en exposiciones en su país de origen y en otras partes de la URSS.
- 1942 "El heroísmo del Ejército Rojo", Ereván
- 1943 Exposición de informes, Casa del artista, Ereván (exposición individual)
- 1948 38 obras, Casa del artista, Ereván (exposición individual)
- 1967 Casa del artista, Ereván (exposición individual)
- 1988 Exposición de retratos, Ereván
- 2001 Galería Albert y Tove, YSA of Fine Arts (exposición individual)
- 2016 Exposición individual sobre el centenario de Arpenik Nalbandyan en la Galería Nacional de Armenia

## Trabajos
Desarrolló su trabajo en el campo de la pintura de caballete. Las obras destacan por su aguda observación y delicado lirismo. Sus pinturas (alrededor de 300) se pueden encontrar en la Galería Nacional de Armenia (alrededor de 45), la Galería Nacional de Georgia, la Galería Gyumri y en colecciones privadas.